# Рубцов, Николай Иванович (тайный советник)
Николай Иванович Рубцов (1825—1895) — чиновник, администратор, общественный деятель; тайный советник.

## Биография
Родился 3 (15) октября 1825 года в Твери в семье И. В. Рубцова, который позже стал чиновником канцелярии Тверского губернатора Тюфяева.
Учился в Тверской гимназии, которую с отличием окончил в 1842 году и поступил в Московский университет. Но по здоровью был вынужден оставить университетские занятия и с 29 октября 1845 года был старшим помощником правителя канцелярии Тверского губернатора А. П. Бакунина; в 1853 году занял должность старшего секретаря губернского правления.
В 1857 году следующий тверской губернатор, граф П. Т. Баранов, назначил Н. И. Рубцова секретарём Тверского губернского статистического комитета, с сохранением его прежних обязанностей. В начале 1860-х годов он принял активное участие в организации Тверской публичной библиотеки; о разрешении на её открытие было объявлено на заседании губернского статистического комитета в январе 1860 года.
С 7 марта 1861 года Рубцов состоял секретарём губернского по крестьянским делам Присутствия с причислением к канцелярии начальника губернии. К этому времени относится начало его литературно-публицистической и изыскательской деятельности, посвящённой истории Тверского края. Он принимал активное участие в сборе материалов для коллекций Тверского музея, который открылся 9 августа 1866 года. Рубцовым были составлены и изданы три губернские «памятные книжки» (на 1863, 1865 и 1868 годы), включавшие большое количество архивных документов и научных исследований.
В 1868—1869 гг. участвовал в переписи жителей Твери. В 1868 году он временно исполнял обязанности тверского вице-губернатора и 21 февраля 1869 года был назначен исполняющим обязанности вице-губернатора в Ковенскую губернию. Утверждён в должности 2 ноября 1869 года.
Затем состоял правителем канцелярии Виленского генерал-губернатора; 4 июля 1875 года был произведён в действительные статские советники.
После выхода в отставку, был избран Городским головой Вильно, которым управлял в течение шести лет. Получил чин тайного советника. Умер 9 (21) ноября 1895 года в Вильно.
Его дочь, Любовь Николаевна (?—1914), была с 1 октября 1890 года замужем за Ю. А. Кулаковским.

## Награды
- орден Св. Анны 2-й ст. (1864)
- орден Св. Владимира 3-й ст. (1871)
- орден Св. Станислава 1-й ст. (1877)